# オルドリッチ・リプスキー
オルドリッチ・リプスキー（チェコ語：オルドジフ・リプスキー、Oldřich Lipský, 1924年7月4日 - 1986年10月19日）は、チェコ・ボヘミア南東にあるペルフジモフ出身の映画監督。生涯を通して風刺と笑いを交えた作品を作り続けたコメディ映画の巨匠である。

## 作品
リプスキーの作品の中で最も有名な映画は、西部劇コメディ『レモネード・ジョー 或いは、ホース・オペラ』（cs:Limonádový Joe aneb Koňská opera, 1964年）だろう。『アインシュタイン暗殺指令』（cs:Zabil jsem Einsteina, pánové ..., 1969年）はSF映画で、アインシュタインを暗殺しようと未来からタイムトラベルで刺客が送り込まれるという奇抜な設定。『アデラ/ニック・カーター、プラハの対決』（cs:Adéla ještě nevečeřela, 1977年）の主人公は、アメリカのパルプ・マガジンが生み出した探偵ニック・カーター（en:Nick Carter (literary character)）で、プラハの町で食人植物と対決する。ちなみに本作には『アデラは夕食前』という邦題もあった。『カルパテ城の謎』（cs:Tajemství hradu v Karpatech, 1981年）は、ジュール・ヴェルヌの原作で、スチームパンクの魅力はそのままだが、内容は抱腹絶倒なコメディに変わっている。リプスキーの映画はどれも奇想天外で、おもちゃ箱をひっくり返したような映画である。
ちなみに、同じくチェコ出身であるヤン・シュヴァンクマイエルが『アデラ/ニック・カーター、プラハの対決』『カルパテ城の謎』に特殊撮影で参加している。これはヤンが活動休止に追いやられていた時期のことでもある。
リプスキーはチェコにて20作以上の作品を制作したが、現在、日本で満足に鑑賞できる作品は上記に挙げた『レモネード・ジョー 或いは、ホース・オペラ』『アデラ/ニック・カーター、プラハの対決』『カルパテ城の謎』の3作のみである(これらは株式会社エプコットよりDVDが発売されている)。『アインシュタイン暗殺指令』はかつてVHSが発売されていたが、現在は生産されていない。

## その他の代表作
- Slepice a kostelník（cs:Slepice a kostelník, 1950年）
- Hvězda jede na jih（cs:Hvězda jede na jih, 1958年）
- Muž z prvního století （1961年）第15回カンヌ国際映画祭コンペティション部門
- Ať žijí duchové（cs:Ať žijí duchové, 1976年）
- Marečku, podejte mi pero!（cs:Marečku, podejte mi pero!, 1976年）
- Tři veteráni（cs:Tři veteráni, 1983年）